# Geschichten aus der Geschichte (Podcast)

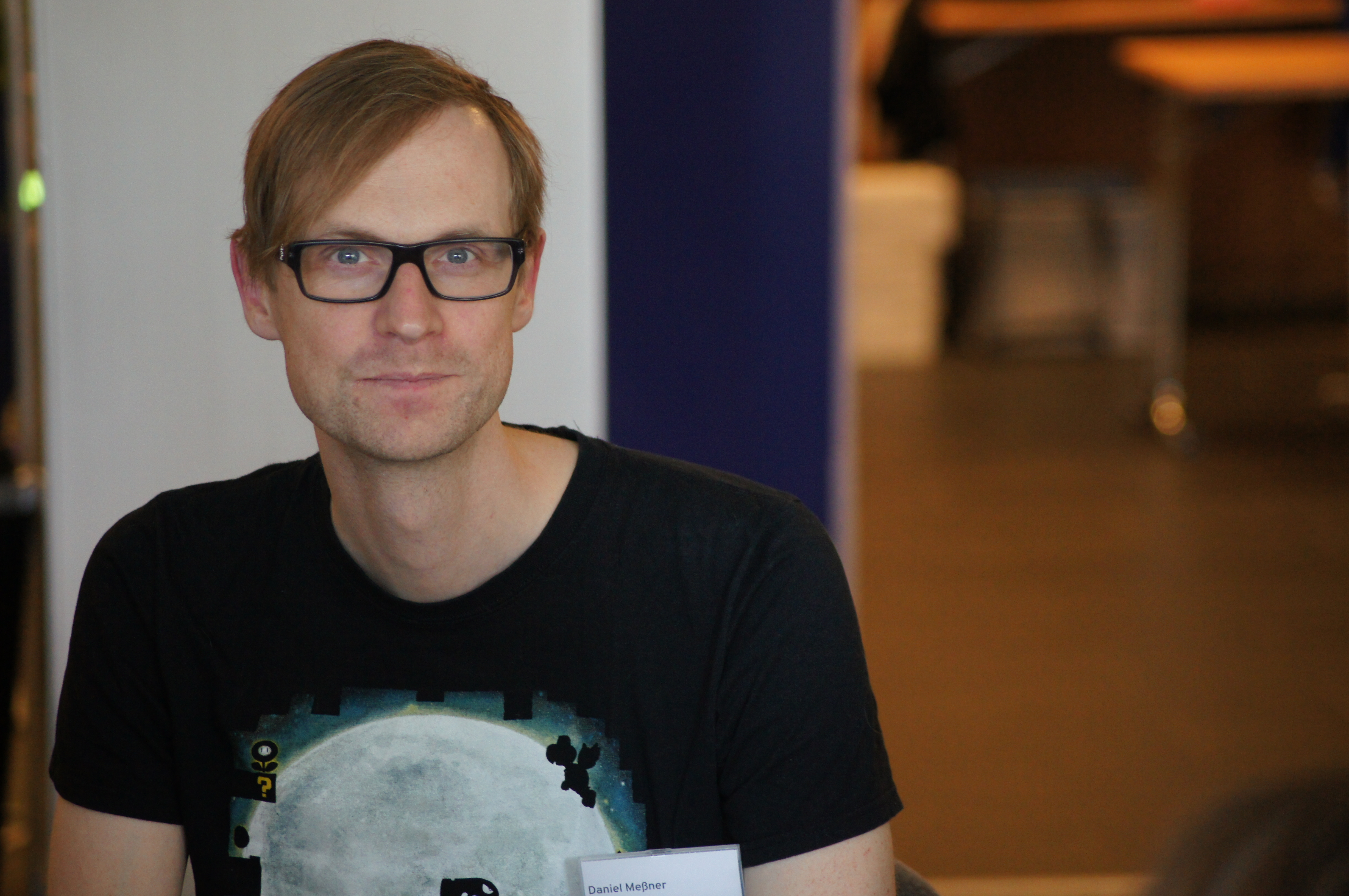
Daniel Meßner (2016)

Geschichten aus der Geschichte (kurz GAG; zuvor Zeitsprung – Geschichten aus der Geschichte) ist ein deutschsprachiger Geschichtspodcast der Historiker Daniel Meßner und Richard Hemmer.

## Konzept
Das Konzept des Podcasts ist, dass einer der beiden Podcaster dem jeweils anderen eine „Geschichte aus der Geschichte“ erzählt, die dem Anderen vorher nicht bekannt ist. Hierfür verwenden sie meistens Hinweise, die ihnen von den Zuhörern gegeben wurden. Der österreichische Historiker Richard Hemmer (* 1980) und der deutsche Historiker Daniel Meßner (* 1979) schränken sich weder geographisch noch zeitlich ein, sondern entscheiden sich gerne für vergessene Ereignisse und deren geschichtliche Zusammenhänge. Die erste Folge wurde am 1. Oktober 2015 veröffentlicht. Seitdem erscheint wöchentlich eine ca. 45-minütige Folge. Außerdem erscheinen meist monatlich Sonderfolgen, die sich auf Rückmeldungen und Zusatzinformationen aus der Hörerschaft beziehen.
Hemmer berät beruflich Film-, TV- und Spielproduktionen. Meßner arbeitete für die Universität Hamburg als Referent in der Öffentlichkeitsarbeit. Seit 2022 ist der Podcast für beide Haupttätigkeit.

## Rezeption
Wegen Markenrechtsansprüchen heißt seit Folge 270 (25. November 2020) der Podcast nicht mehr Zeitsprung – Geschichten aus der Geschichte, sondern nur noch Geschichten aus der Geschichte. Geschichten aus der Geschichte ist unter den 20 beliebtesten deutschsprachigen Podcasts im Jahr 2020 nach Daten von Apple Podcast. Auch sonst taucht der Podcast in zahlreichen Rankings und Empfehlungslisten deutschsprachiger Medien auf.

## Nebentätigkeiten
Seit 2019 bereiten Meßner und Hemmer mit ihrer Kolumne „Hemmer und Meßner erzählen“ für das Magazin Spektrum der Wissenschaft einzelne Geschichten aus dem Podcast in Textform auf. 2022 haben Daniel Meßner und Richard Hemmer in der Historyreihe „Egostory“ des MDR historische Persönlichkeiten psychoanalysiert. 2023 veröffentlichten sie im Piper Verlag das Buch „Geschichten aus der Geschichte: Eine Reise um die Welt zu außergewöhnlichen Persönlichkeiten, vergessenen Ereignissen und sagenhaften Entdeckungen“. Ab dem 13. Dezember 2024 veröffentlichten Meßner und Hemmer mit Plus Ultra zum ersten Mal eine Podcast-Serie, in der sie sich in mehreren aufeinander aufbauenden Folgen mit den Entwicklungen befassen, die zum Ausbruch des Dreißigjährigen Kriegs führten. Diese Podcast-Serie bestand aus 7 Folgen in einer Staffel.

## Auszeichnungen
- 2021: Platz 7 der Ö3-Podcast-Awards.[15]
- 2021: Goldener Blogger in der Kategorie „Podcast“.[16]
- 2021: „Podcasts mit denen die Zeit verfliegt“ bei den k.at Podcast Awards 2021.[17]